# Погребной паук
Погребной паук (лат. Segestria florentina) — паук, один из крупнейших представитель семейства Segestriidae в Европе.

## Описание

### Внешний вид
Крупный паук, длина головогруди 6—8 мм. Верхняя сторона брюшка серовато-коричневая или серо-фиолетовая с тёмными пятнами. Хелицеры мощные, имеют зеленовато-бронзовый металлический отлив и составляют половину длины головогруди. Лапы без тёмных колец.

### Распространение и места обитания
Встречается в основном в Крыму, а также в прилегающих районах Причерноморья, Приазовья и на Кавказе. Живёт под камнями, во мху, в лесной подстилке и на стволах деревьев.

### Поведение
Строит себе жилую трубку в форме воронки, от расширенной части которой идут сигнальные нити. Охотится как днём, так и ночью. Когда жертва подходит достаточно близко, погребной паук выскакивает из жилой трубки, хватает её хелицерами и сразу же прячется обратно.

### Ядовитость
Яд погребного паука вызывает у укушенного животного повышенную возбудимость, спазмы, судороги, прострацию, паралич. Белые мыши весом 20 г гибнут через 3—30 минут после укуса.

### Содержание в неволе
Содержать в небольшом вертикальном контейнере, можно и в горизонтальном (горизонтальный — 16х10х11). Поставить трубку в виде коряжки, или проделать отверстие в субстрате самостоятельно. Насыпать слой кокосового субстрата. Кормить различной мелкой пищей, мучным червём, мухами, тараканами. Влажность 50-80 %.